# Barbens
Barbens est une commune espagnole de Catalogne, située dans la comarque de Pla d'Urgell et la province de Lérida.

## Géographie
La commune est située à l'extrémité nord-est de la comarque de Pla d'Urgell, dans une plaine traversée par le canal d'Urgell. Le territoire, d'une superficie de 7,6 km2, comprend une partie principale et l'exclave d'Aguilella, séparées par la commune de Tornabous.

## Lieux et monuments
- La commanderie de Barbens est un ancien château médiéval et une commanderie de l'ordre du Temple[1],[2],[3].